# Gato Barbieri
Gato Barbieri, pseudonimo di Leandro Barbieri (Rosario, 28 novembre 1932 – New York, 2 aprile 2016), è stato un sassofonista e compositore argentino.

## Biografia
Figlio di un carpentiere di origini piemontesi con la passione per il violino, a Buenos Aires, dove la famiglia si trasferisce,  studia clarinetto, sassofono e composizione e scopre il jazz ascoltando Charlie Parker. Nel 1953 entra a far parte dell'orchestra di Lalo Schifrin il più importante jazzman argentino dell'epoca, e si dedica completamente al sax tenore.
Nel 1958 Barbieri, con Lalo Schifrin y sus Estrellas, partecipa all'incisione di brani della colonna sonora di El Jefe, poliziesco di Fernando Ayala, della cinematografia argentina.
Barbieri attratto dalle novità musicali di Sonny Rollins, John Coltrane, Miles Davis e da altri artisti del free jazz, decide di partire per l'Italia e nel 1962 si trasferisce con la sua compagna Michelle a Roma, dove inizia a lavorare dividendosi  fra jazz nei club, studi di registrazione, musica leggera, lavoro per la televisione e il cinema.
Michelle viene assunta da Bernardo Bertolucci come segretaria di edizione del film Prima della rivoluzione, occasione che permise a Barbieri di conoscere il regista e collaborare alla colonna sonora della pellicola.

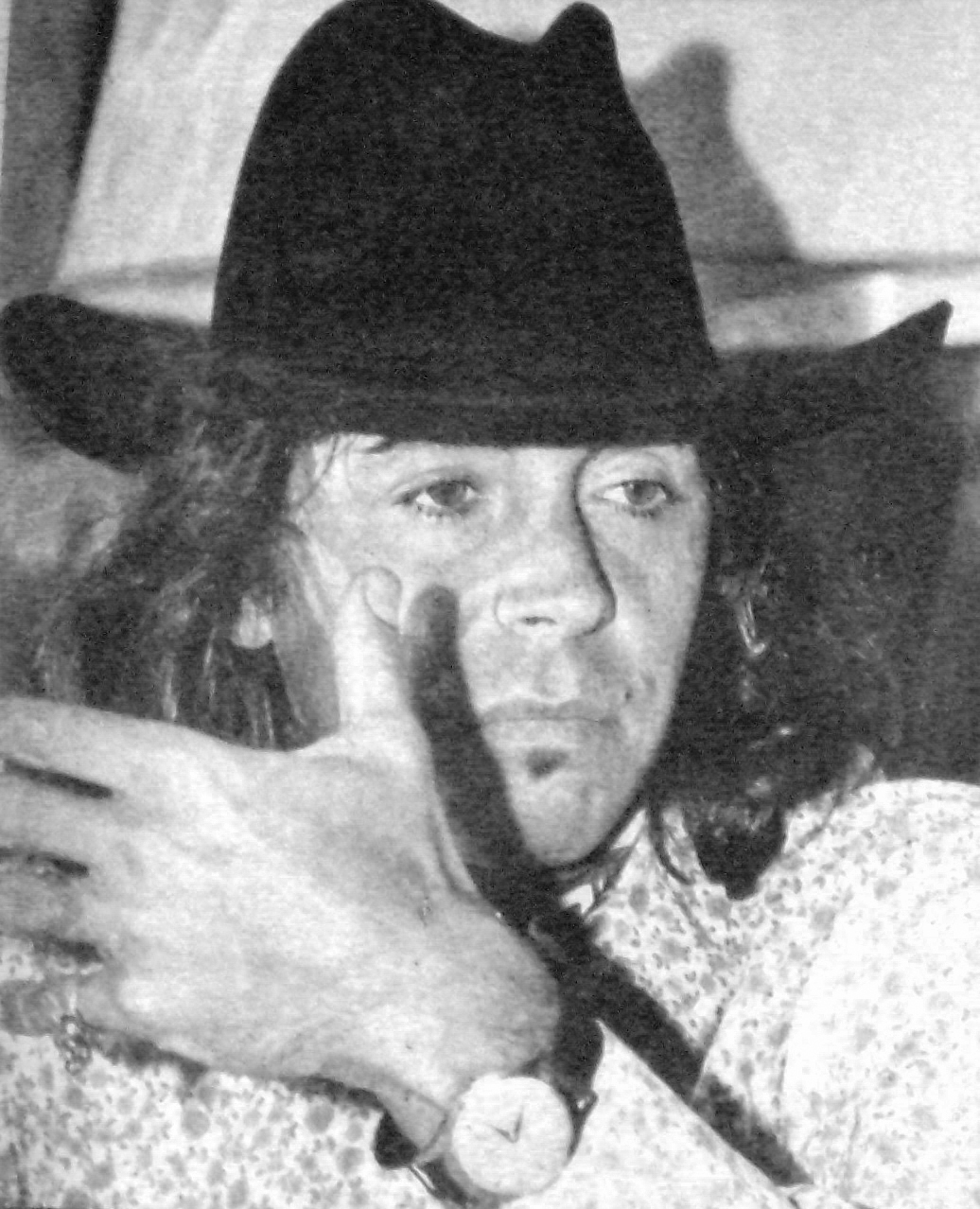
Gato Barbieri nel 1970

Riconosciuto per il suo talento nello stesso periodo registra per l'allora giovane arrangiatore Ennio Morricone l'assolo in "Sapore di sale" di Gino Paoli.
Intorno al 1963 sotto lo pseudonimo di Cat Barbieri, con il pianista-arrangiatore argentino Angel Pocho Gatti incide il 45 giri "Pocho's Blues" .
Nel 1965 a Parigi ritrova il trombettista americano Don Cherry, dal sodalizio col quale nascono alcuni capolavori del jazz più audace degli anni sessanta, come Complete Communion e Symphony for Improvisers.
Nel 1967 partecipa con la Liberation Music Orchestra di Charlie Haden, che rielabora materiali di provenienza popolare come l'Hasta Siempre di Carlos Puebla e le canzoni repubblicane della guerra civile spagnola.
A Milano nello stesso anno partecipa alla registrazione dell'album Nuovi sentimenti di Giorgio Gaslini. In quegli anni ha inoltre collaborato con il compositore Piero Umiliani, prendendo parte alla colonna sonora dei film Una bella grinta di Giuliano Montaldo (1964) e Svezia, inferno e paradiso di Luigi Scattini (1968).

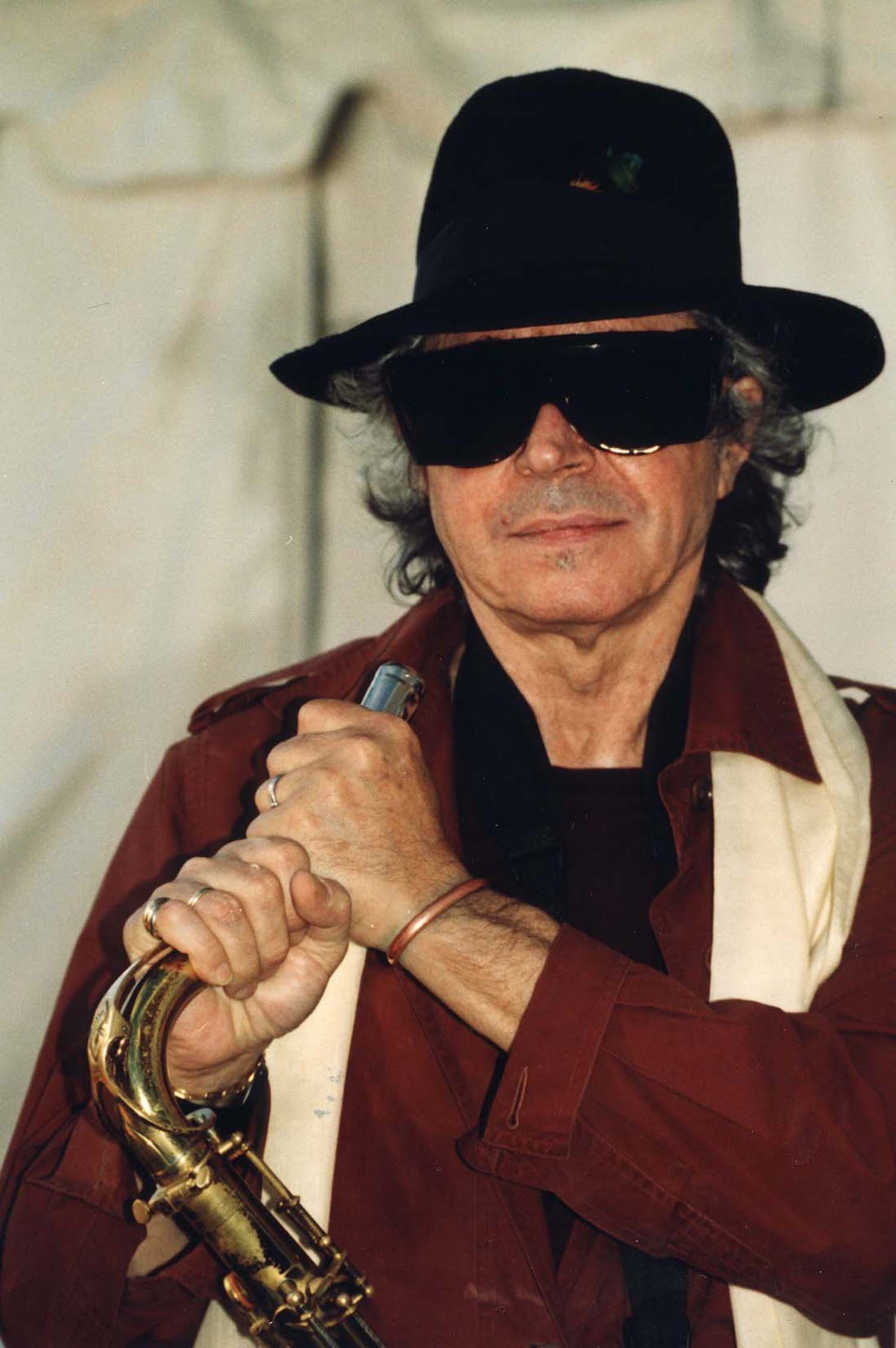
Gato Barbieri nel luglio 1999

Nel 1968 incide con il suo nome in duo con Dollar Brand, proponendo una musica con un suo personalissimo stile nel quale fonde soluzioni tecniche più tipicamente jazzistiche con le sonorità sudamericane e i ritmi latini.
Nel 1972 collabora con il regista Bernardo Bertolucci componendo la colonna sonora del film Ultimo tango a Parigi, che gli ha valso una candidatura ai Grammy Award.
La sua produzione musicale ha conosciuto collaborazioni con i più diversi artisti, fra cui Carlos Santana, e collaborazioni anche nel pop d'autore italiano tra cui Pino Daniele e Antonello Venditti. Nel 1979 partecipa alla registrazione dell'album Buona domenica suonando il sax nel brano "Modena" e suona con Venditti nel Tour del 1993.
Negli anni ottanta sua moglie Michelle, che gli fa anche da manager e confidente musicale, si ammala di cancro e Barbieri si ritira dalle scene per prendersi cura di lei, che morirà nel 1995.
Nel 1996 si risposa con Laura da cui nasce nel 1998 il suo unico figlio Christian, ma Barbieri torna ad esibirsi dal vivo solo alla fine degli anni novanta.
Nel 2015 vince un Latin Grammy, premio alla carriera.
Muore a New York, il 2 aprile 2016 a causa delle complicanze di una polmonite.
Il 25 giugno 2019, il New York Times Magazine ha elencato Gato Barbieri tra centinaia di artisti il cui materiale sarebbe stato distrutto nell'incendio degli Universal Studios Hollywood nel 2008.

## Discografia parziale

### Album in studio
- 1960 - Menorama
- 1967 - In Search of the Mystery
- 1967 - Obsession
- 1969 - Under fire
- 1969 - The Third World
- 1971 - El Pampero
- 1971 - Fenix
- 1972 - Ultimo tango a Parigi
- 1973 - Bolivia
- 1973 - Under Fire
- 1973 - Chapter One: Latin America
- 1973 - Chapter Two: Hasta Siempre
- 1974 - Chapter Three: Viva Emiliano Zapata
- 1974 - Yesterdays
- 1974 - The Third World Revisited
- 1975 - Chapter Four: Alive in New York
- 1975 - Confluence
- 1975 - El Gato
- 1976 - Caliente!
- 1976 - I Grandi del Jazz
- 1977 - Ruby Ruby
- 1978 - Tropico
- 1979 - Euphoria
- 1982 - Bahia
- 1983 - Apasionado
- 1984 - Para Los Amigos
- 1984 - Passion And Fire
- 1997 - Qué Pasa
- 1999 - Che Corazón
- 2000 - Gato Barbieri's finest hour
- 2002 - The Shadow of The Cat
- 2006 - The Inplulse Story
- 2010 - New York Meeting

### Singoli
- 1972 - Ultimo tango a Parigi

### Collaborazioni
- 1963 - Angel 'Pocho' Gatti Pocho's Blues
- 1965 - Don Cherry Togetherness
- 1966 - Don Cherry Complete Communion
- 1966 - Don Cherry Live at Jazzhus Montmartre 1966
- 1966 - Don Cherry Symphony for Improvisers
- 1967 - Gary Burton A Genuine Tong Funera]
- 1968 - Dollar Brand Hamba Khale (Confluence)
- 1968 -  Alan Shorter Orgasm
- 1968 - Jazz Composer's Orchestra The Jazz Composer's Orchestra
- 1969 - Charlie Haden Liberation Music Orchestra
- 1971 - Oliver Nelson Swiss Suite
- 1971 - Carla Bley e Paul Haines Escalator Over The Hill
- 1974 - Carla Bley e Paul Haines Tropic Appetites
- 1979 - Antonello Venditti Buona Domenica
- 1984 - Pino Daniele Sció live
- 1992 - Antonello Venditti Da San Siro a Samarcanda - L'amore insegna agli uomini
- 2003 - Antonello Venditti Che fantastica storia è la vita
- 2007 - Antonello Venditti Dalla pelle al cuore
- 2011 - Antonello Venditti  Unica

## Filmografia

### Compositore
- Amore, amore con Don Cherry, regia di Alfredo Leonardi (1966)
- Appunti per un'Orestiade africana, regia di Pier Paolo Pasolini (1969) - documentario
- Ultimo tango a Parigi, regia di Bernardo Bertolucci (1972)
- La guerra del Cedro regia di Leopoldo Torre Nilsson (1975)
- Bocca da fuoco (Firepower), regia di Michael Winner (1979)
- il bacio di uno sconosciuto (Stranger Kiss), regia di Matthew Chapman (1983)
- Manhattan in cifre regia di Amir Naderi (1993)
- Diario di un vizio, regia di Marco Ferreri (1993)
- Seven Servants (Seven servants), regia di Daryush Shokof (1996)

### Attore
- Calle 54, regia di Fernando Trueba (2000)